# SANZAAR
SANZAAR(South Africa, New Zealand, Australia and Argentina Rugby)는 남아프리카 공화국, 뉴질랜드, 오스트레일리아, 아르헨티나의 럭비 유니온 연맹이다. 수퍼 14, 트라이 네이션스 등의 대회를 주관한다.

## 같이 보기
- 수퍼 14
- 트라이 네이션스